# Eglonaspis rostrata
Eglonaspis rostrata è un pesce eterostraco estinto, appartenente agli anfiaspidi. Visse nel Devoniano inferiore (circa 418 - 105 milioni di anni fa) e i suoi resti fossili sono stati ritrovati in Siberia.

## Descrizione
Questo pesce aveva un aspetto insolito, e differiva sensibilmente dagli altri anfiaspidi. Eglonaspis aveva uno scudo cefalotoracico appiattito e triangolare, lungo circa 20 centimetri, con grandi frange crenulate alle estremità posteriolaterali, ma la sua caratteristica principale era una testa allungata a forma di tubo. A differenza della maggior parte dei suoi parenti stretti, Eglonaspis era sprovvisto di occhi, e non aveva nemmeno aperture preorbitali. La testa di Eglonaspis terminava in una bocca simile a un tubo che, secondo i ricercatori, permetteva all'animale di filtrare le particelle nella colonna d'acqua appena sopra la superficie del substrato mentre l'animale rimaneva sepolto sotto il substrato.

## Classificazione
Eglonaspis è il genere eponimo della famiglia Eglonaspididae, comprendente alcune forme caratteristiche di anfiaspidi, dall'insolita struttura dello scudo cefalotoracico. Eglonaspis rostrata venne descritto per la prima volta nel 1958 da Obruchev, il quale ne illustrò i fossili solo l'anno seguente.